# Naturschutzgebiet Wolfsbachtal
Das Naturschutzgebiet Wolfsbachtal befindet sich im rechtsrheinischen Teil Bonns zwischen den zum Ortsteil Holzlar gehörenden Dörfern Gielgen und Heidebergen in Nordrhein-Westfalen. Mit einer Größe von circa 13 Hektar zählt das Gebiet zu den kleineren Naturschutzgebieten auf Bonner Gebiet. Der schutzwürdige Bereich wurde mit Rechtskraft des Landschaftsplans „Ennert“ am 16. Juni 2004 festgesetzt.
Die Schutzausweisung dient der Sicherung eines erhaltenswürdigen Bachtals. Der Wolfsbach, ein naturnahes Fließgewässer, verläuft in einem Muldental mit steilen Talkanten und Sickerquellsümpfen. Im Talbereich befindet sich gewässerbegleitend Erlen-Eschenwald. Die Ufervegetation ist artenreich und weist eine charakteristische Ausprägung auf. Das Gebiet beherbergt zahlreiche gefährdete Tiere und Pflanzen der Roten Liste. Die Eigenart des Gebietes wird entscheidend durch die Geomorphologie des relativ unbeeinträchtigten Muldentals geprägt.